# Lemmy Kilmister

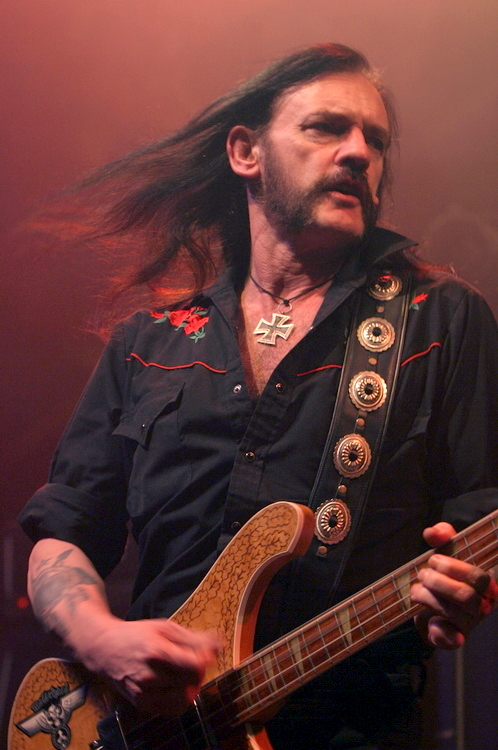
Lemmy (2005)

Ian Fraser Kilmister (* 24. Dezember 1945 in Stoke-on-Trent, England; † 28. Dezember 2015 in Los Angeles, Kalifornien), häufig nur Lemmy oder „Lem“ genannt, war ein britischer Rockmusiker. Er war Mitglied der Space-Rock-Band Hawkwind sowie Gründer, Sänger und Bassist der Rockband Motörhead.

## Leben

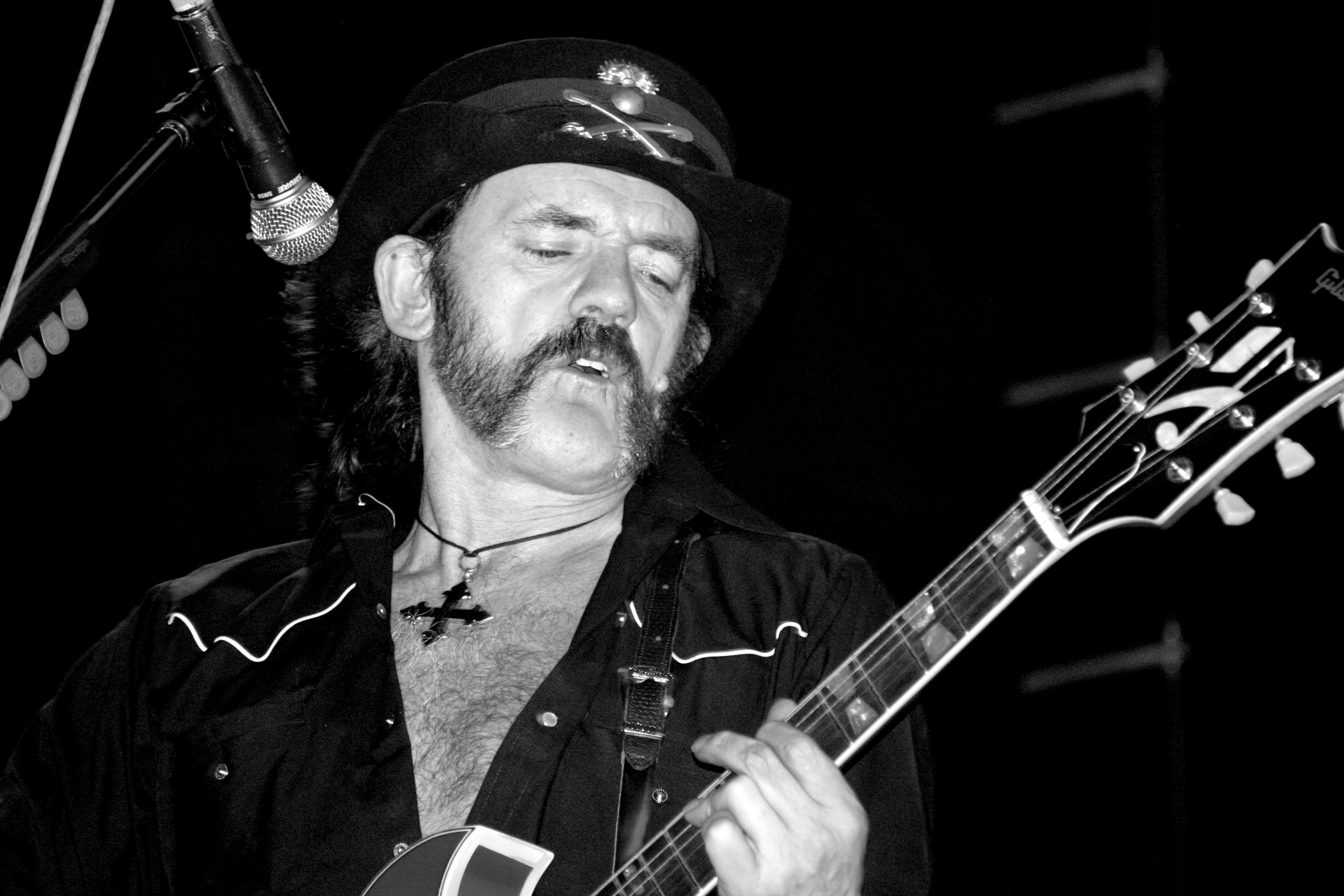
Lemmy mit E-Gitarre (2006)

Ian Fraser Kilmister wurde am Heiligabend 1945 in Burslem, einem Stadtteil von Stoke-on-Trent, geboren. Sein leiblicher Vater war Feldkaplan der Royal Air Force im Zweiten Weltkrieg, seine Mutter Bibliothekarin. Der Vater verließ die Familie kurz nach Lemmys Geburt. Kilmister besuchte die Grundschule in Madeley, einem Dorf nahe seiner Geburtsstadt.
Als er zehn Jahre alt war, heiratete seine Mutter den ehemaligen Profifußballer und Fabrikanten George Willis und die Familie zog nach Benllech, einem Seebad auf der zu Wales gehörenden Insel Anglesey. Nachdem Kilmister mit 15 Jahren ohne Abschluss der Schule verwiesen worden war, jobbte er in einer Reitschule und einer Fabrik, bis er mit 16 sein Elternhaus verließ und nach Manchester zog, wo er bei verschiedenen Bands spielte.
Ende der 1960er-Jahre ging Kilmister nach London und hielt sich zunächst mit Gelegenheitsjobs über Wasser, unter anderem als Roadie bei der Jimi Hendrix Experience und The Nice. Anfang der 1970er-Jahre stieß er als Bassist zur Space-Rock-Band Hawkwind, aus der er 1975 hinausgeworfen wurde, woraufhin er gleich darauf Motörhead gründete. 1990 verlegte er seinen Wohnsitz nach Los Angeles, wo er bis zu seinem Tod lebte.
Aus zwei Beziehungen hatte Kilmister zwei Söhne: Sean und Paul. Speziell zu seinem Sohn Paul Inder hatte er eine sehr innige Beziehung, unter anderem spielte dieser auch als Gastmusiker beim 25. Jubiläum der Band am 22. Oktober 2000 live mit Motörhead.
Allerdings war Kilmister nie verheiratet, er erklärt in seiner Autobiographie White Line Fever, die große Liebe seines Lebens sei seine Freundin Susann Bennett gewesen, die im Alter von 19 Jahren an einer Überdosis Heroin starb. Als Konsequenz davon lehnte er sein Leben lang Heroin strikt ab und war ein ausgesprochener Kritiker des Versagens von Regierungen, diese Droge effektiv zu kontrollieren. Kilmister selbst konsumierte in den späten 1960er- und frühen 1970er-Jahren LSD und in den späten 1970er- und 1980er-Jahren vor allem Amphetamine. Aus gesundheitlichen Gründen schränkte er seinen Konsum illegaler Drogen in den 1990er-Jahren schließlich ein, trank aber weiterhin große Mengen Alkohol.
Im März 2010 wurde der Rockumentary-Film Lemmy von Greg Olliver und Wes Orshoski auf dem Festival South by Southwest im texanischen Austin erstmals dem Publikum gezeigt, in diesem geben zahlreiche Interviews mit Freunden, Kollegen und Bewunderern sowie dokumentarische Aufnahmen von Kilmisters Leben einen ausführlichen Einblick in seine Musikervita.
2000 wurde bei Kilmister Diabetes diagnostiziert. Im März 2013 bekam er in Los Angeles aufgrund von Herzproblemen einen Defibrillator eingesetzt. Im Körper des Rockmusikers, der sich jahrelang in Behandlung eines Berliner Arztes befand, hatten sich zehn Liter Wasser angesammelt, die medizinisch abgeführt werden mussten. Wegen seiner anhaltenden gesundheitlichen Probleme mussten in weiterer Folge im Jahr 2013 viele Konzerte abgesagt und auch ein Auftritt beim Wacken-Open-Air-Festival abgebrochen werden. Auch die Promotiontour des neuen Albums Aftershock wurde verschoben und schließlich ganz abgesagt. Laut eigener Aussage hatte er auch mit dem Rauchen aufgehört, was er jedoch wenig später relativierte: Er habe seinen Zigarettenkonsum von zwei Schachteln auf zwei Zigaretten pro Tag reduziert. 2015 wurden in Salt Lake City ebenfalls mehrere Konzerte abgesagt.
Kurz nach seinem 70. Geburtstag wurden bei Kilmister Tumore im Kopf- und Nackenbereich diagnostiziert. Er starb am 28. Dezember 2015 in seiner Wohnung in Los Angeles. Laut Todesbescheinigung verstarb er an den Folgen von Prostatakrebs, Herzversagen (Herzinsuffizienz) und Herzrhythmusstörungen. Ob die Tumoren im Kopf- und Halsbereich Metastasen des Prostatakrebses oder eigenständige Tumoren waren, geht aus der Todesbescheinigung nicht hervor.
Ein Teil seiner Asche wurde auf dem Forest Lawn Memorial Park in Hollywood beigesetzt.
Im März 2021 wurde bekannt, dass Teile seiner Asche auf eigenen Wunsch in Patronenhülsen abgefüllt und an seine engsten Freunde geschickt wurden, zum Beispiel an die deutsche Metal-Sängerin Doro Pesch, Rob Halford, Whitfield Crane und TV-Moderator Riki Rachtman. Am 2. August 2023 wurde ein weiterer Teil seiner Asche auf Wacken in einer Vitrine platziert. Ein weiterer Teil seiner Asche wurde der Farbe für Tattoos des Tourmanagers von Motörhead, Eddie Rocha, der Produktionsassistentin Emma Cederblad und des Metallica-Sängers James Hetfield hinzugefügt.

## Karriere als Musiker

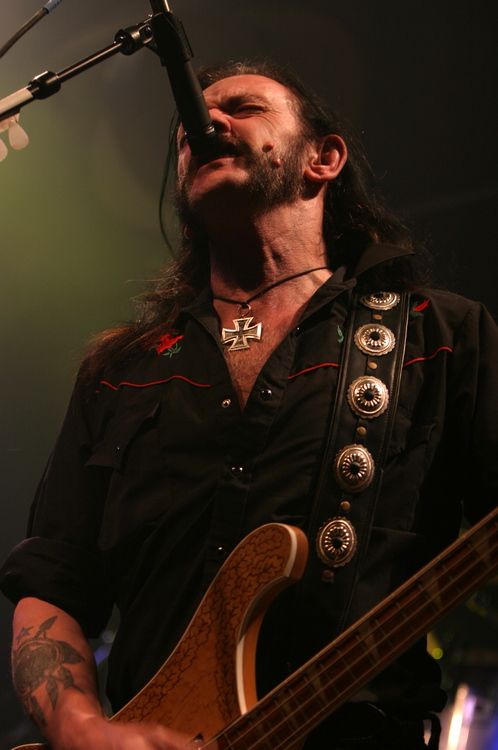
Lemmy mit E-Bass und der Halsdekoration „Eisernes Kreuz II. Klasse“ (2005)

Im Jahr 1957 nahm Kilmister erstmals eine Gitarre in die Hand, es war die Hawaiigitarre seiner Mutter. Er hatte nie Gitarrenunterricht, sondern brachte sich das Spielen selber bei. Die erste Band, in der er noch in Wales spielte, hieß The Sundowners (später The DeeJays).
Als er Anfang der 1960er-Jahre nach Manchester kam, entstand dort und in Liverpool gerade eine lebendige Musikszene, die in Anlehnung an den Fluss Mersey, der durch Greater Manchester und Liverpool fließt, Mersey Beat genannt wurde. Kilmister spielte in verschiedenen Bands, so unter anderem bei The Rainmakers und danach für ca. drei Jahre bei The Motown Sect. 1965 wurde er schließlich Gitarrist bei Reverend Black and The Rockin’ Vicars (später The Rockin’ Vickers). Mit ihnen nahm er in den Jahren 1965 bis 1967 die Singles Zing! Went the Strings of My Heart (1965), It’s Alright (1965) und Dandy (1966) auf. Er verließ die Band Anfang 1967 und ging nach London.
Dort hatte er zunächst Jobs bei verschiedenen Musikern, z. B. bei P. P. Arnold, bis er 1968 als Sänger bei Sam Gopal anfing. Mit der Band nahm er 1969 das Album Escalator auf, für das er unter dem Namen „Ian Willis“ (dem Nachnamen seines Stiefvaters) einige Songs beisteuerte. Nach dem Scheitern der Band war er für kurze Zeit Mitglied bei Opal Butterfly, mit ihnen nahm er 1970 die Single Groupie Girl auf, verließ die Band jedoch noch vor der Veröffentlichung der Single und des dazugehörenden Filmes. Mit seinen damaligen mangelhaften Fähigkeiten an der E-Gitarre war Kilmister unzufrieden, weshalb er den E-Bass als Instrument für sich entdeckte und dessen Spiel ihn begeisterte.
Über Dikmik Davies, der damals Synthesizer bei Hawkwind spielte, bekam er 1971 Kontakt zu dieser Londoner Band. Gitarrist Huw Lloyd-Langton und Bassist Dave Anderson hatten innerhalb kurzer Zeit die Band verlassen, und Kilmister hoffte, als Gitarrist in die Band einsteigen zu können. Auf Vorschlag von Dikmik Davies wurde er jedoch schließlich der neue Bassist der Band. Er sang für sie die Single Silver Machine, die bis auf Platz 2 der Charts gelangte. Die Band trennte sich 1975 von ihm, nachdem er wegen Drogenbesitzes durch den kanadischen Zoll festgenommen wurde. In Bezug auf seinen leichtfertigen Drogenkonsum, der ihm schließlich seinen Job bei Hawkwind kostete, erklärte Lemmy Kilmister in dem Dokumentarfilm Classic Albums: Motörhead – Ace of Spades von 2004: „Ich war der letzte Irre. Der letzte, der die falschen Drogen nahm: Keine Designerdrogen, sondern das Zeug von der Straße. Weshalb ich sehr unbeliebt war.“
Kurz danach gründete Kilmister eine neue Band, die er Bastard nennen wollte. Auf Anraten seines Managers nannte er die Band jedoch Motörhead in Anlehnung an den letzten Song, den er für Hawkwind geschrieben und gesungen hatte. Bis zu Kilmisters Tod war die Band mit ihm als musikalischem Kopf aktiv.
Neben Motörhead spielte er auch in der 2000 gegründeten Rockabilly-Band The Head Cat.
Kilmister war auch als Autor und Produzent für andere Musiker tätig. So schrieb er unter anderem die Texte zu vier Songs des Albums No More Tears von Ozzy Osbourne, komponierte Head Over Heels für Girlschool, Can’t Catch Me für Lita Ford und produzierte das Lied Go Home Ann von der Single Bonzo Goes to Bitburg der Ramones sowie das Album Metal Anarchy der Band Warfare.

## Markenzeichen
- Kilmister hatte zwei große Fibrome auf der linken Gesichtshälfte, die zuweilen fälschlich auch als Warzen bezeichnet wurden.
- Kilmister positionierte sein Mikrofon (Modell Shure SM 57) stets etwas zu hoch, sodass er seinen Kopf während der Gesangspassagen anheben musste. Dies war ein Markenzeichen seiner Bühnenpräsenz, diente nach seinen Aussagen der Bequemlichkeit und sollte ein Relikt aus den Anfangstagen sein, als die Band nur wenige Zuschauer hatte und er „so das Elend im Publikum nicht mitansehen musste“.[30]
- Seine raue, unausgebildete Stimme galt als Folge seines massiven Zigaretten- und Alkoholkonsums, speziell seiner Vorliebe für „Jack and Coke“ (Mixgetränk aus Jack Daniel’s und Coca-Cola auf Eis).
- Er galt als Sammler von Nazi-Memorabilia[31] und konnte laut eigenem Bekunden nicht mehr seine Wohnung betreten, ohne dass ihm NS-Gegenstände entgegenfielen. Wegen dieser Sammelleidenschaft war er des Öfteren in der Kritik,[32] betonte aber, dass er keinesfalls Anhänger dieser Ideologie sei.[33] Zu seiner Sammlung gehörten z. B. Aschenbecher von Eva Braun und Jagdmesser von Hermann Göring.[28]
- Er lehnte Religion beziehungsweise den Glauben an Gottheiten strikt ab und brachte dies auch in einigen seiner Texte zum Ausdruck (u. a. (Don’t Need) Religion, Bad Religion oder God Was Never on Your Side, Get Back in Line). Darauf angesprochen, antwortete er:

„Eine Jungfrau wird von einem Geist geschwängert? Come on! Piss off!“

## Basstechnik und Equipment

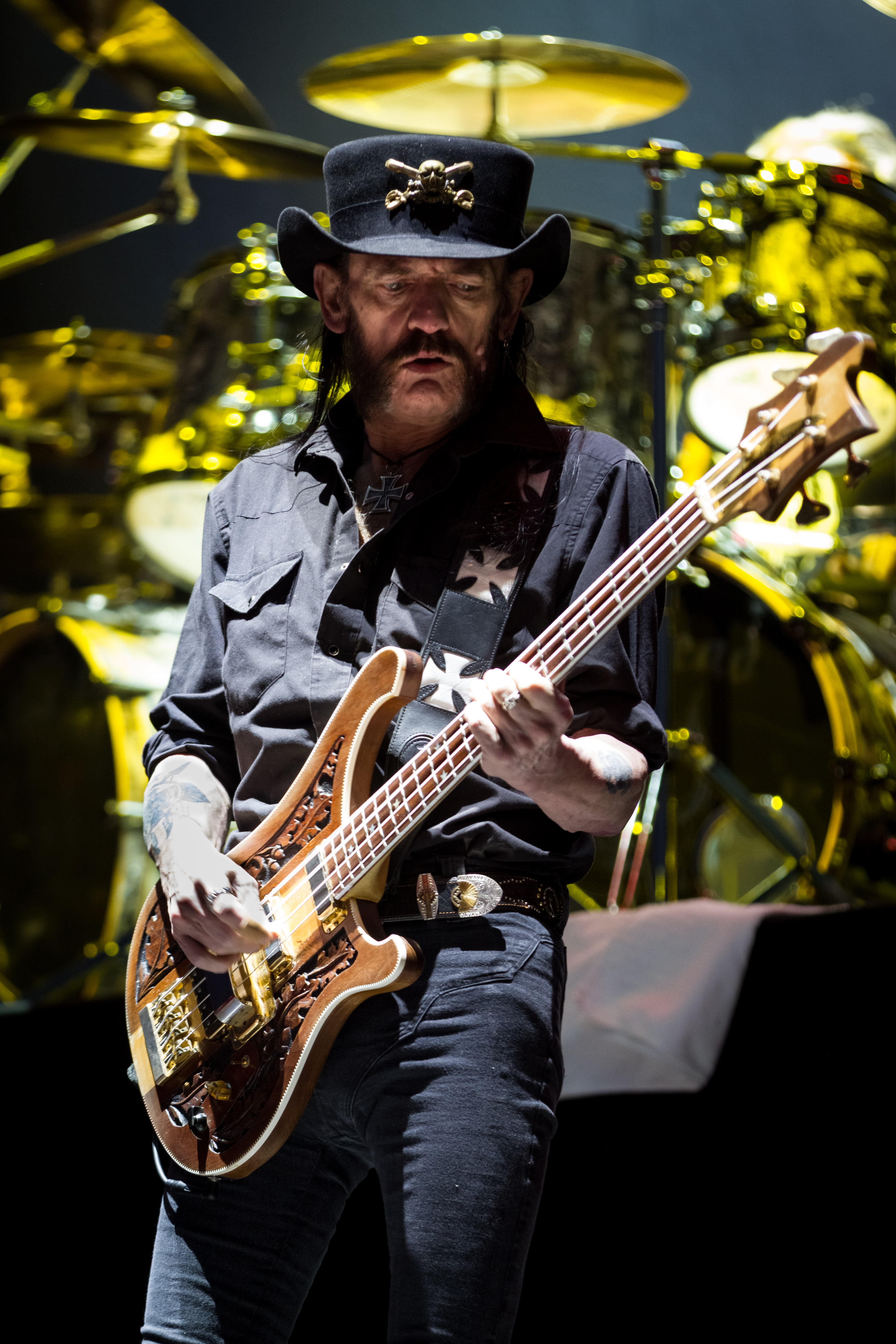
Lemmy (2015)

Lemmy Kilmister hatte als Bassist einen ungewöhnlichen Stil. Ursprünglich begann er als Gitarrist, war jedoch nach seiner eigenen Einschätzung nicht gut genug und wechselte bei seinem Einstieg bei Hawkwind zum E-Bass. Dabei behielt er jedoch die Technik bei, wie sie üblicherweise Rhythmus-Gitarristen verwenden und benutzte stets ein Plektrum.
Er spielte bevorzugt auf Instrumenten der Firma Rickenbacker, die er selbst Rickenbastard nannte, und benutzte Verstärker des Herstellers Marshall. Den typischen Bassklang erreichte er, indem er am E-Bass sämtliche Regler auf die höchste Stufe stellte. Am Verstärker selbst drehte er die Höhen und Tiefen leise und die Mitten auf volle Lautstärke. 2008 brachte Marshall einen Verstärker mit dem Namen 1992LEM auf den Markt, einen Nachbau von Kilmisters 1992er Super Bass.

## Trivia
Um die Herkunft des Spitznamens „Lemmy“ rankt sich folgende Legende: Er verbrachte auf Tourneen gerne seine freie Zeit an diversen Spielautomaten, wodurch er an chronischer Geldknappheit litt und etliche seiner Kollegen mit den Worten „Can you lem’me five?“ oder „Lemme a fiver“ (‚Kannste mir ’nen Fünfer leihen?‘) um etwas Geld anpumpte. In seiner Autobiographie erklärt Kilmister allerdings, dass er bereits als Zehnjähriger in der walisischen Grundschule den Spitznamen „Lemmy“ erhalten hatte.
Kilmister wird nachgesagt, dem als unmusikalisch geltenden Sex-Pistols-Mitglied Sid Vicious das Bassspielen beigebracht zu haben. Eigenen Angaben zufolge hat Kilmister den Versuch unternommen, ihm Bassunterricht zu geben, den er nach drei Tagen aufgab: „Sid war ein hoffnungsloser Fall.“
Kilmister hatte einige kleine Filmrollen, beispielsweise in Airheads, M.A.R.K. 13 – Hardware als Taxifahrer und eine größere Rolle in Eat the Rich. Im Videoclip Runnin’ Wild der Band Airbourne spielte er außerdem einen Truck-Fahrer. Im Videoclip zu White Limo von den Foo Fighters spielte er einen Limousinenchauffeur. Im Video I Wanna Be a Cowboy der Band Boys Don’t Cry hat er einen Cameoauftritt als Cowboy, weiters übernahm Kilmister auch neben Selma Blair, Mike Watt und Elijah Wood eine kleine Rolle im Musikvideo zum Lied „Full of Regret“ der Band Danko Jones.
Kilmister stand als Playback-Gitarrist für Kirsty MacColl in ihrem Pop-Song Terry auf der Bühne u. a. im Musikladen vom 26. Januar 1984.
In dem Videospiel Brütal Legend sprach er die Gastrolle des „Killmasters“. Weiterhin ist er ein spielbarer Charakter im Musikspiel Guitar Hero: Metallica.
2006 gab der schwedische Paläontologe Mats E. Eriksson einem ausgestorbenen Wurm den Namen Kalloprion kilmisteri in Anlehnung an Kilmister.
Nach seinem Tod unterzeichneten mehr als 150.000 Menschen eine Online-Petition mit dem Ziel, das künstlich erzeugte und zu jenem Zeitpunkt noch offiziell namenlose chemische Element Moscovium nach ihm zu benennen. Als Name wurde Lemmium vorgeschlagen.
Nintendos hauseigene Videospielfigur Lemmy Koopa ist einer von sieben vermeintlichen Nachkömmlingen des Bösewichtes Bowser. Nach Kilmisters Tod bestätigte der seinerzeit verantwortliche Produktmanager Dayvv Brooks, dass der Name der Figur an Lemmy Kilmister angelehnt ist, da er die Art Charakter sei, „der sein eigenes Ding macht, völlig egal was die Anderen denken“.
Am 14. November 2016 wurde ein Asteroid nach ihm benannt: (243002) Lemmy.
2017 wurde ein sechs Meter langes Meereskrokodil, das vor etwa 165 Millionen Jahren ausgestorben ist, nach ihm benannt. Das Krokodil trägt den Namen Lemmysuchus.
In der Film-Serie "Legend of Wacken" aus dem Jahr 2022 wird Lemmy in der Rolle eines Geistes dargestellt. Er wird von dem Schauspieler Andy Murray verkörpert.

## Diskografie
| Mit The Rockin’ Vickers: - 1964: I Go Ape (7″) - 1965: Zing! Went the Strings of My Heart (7″) - 1965: It’s Alright (7″) - 1966: Dandy (7″) - 2000: The Complete – It’s Alright Mit Sam Gopal: - 1969: Escalator (EP Promo) - 1969: Escalator Mit Opal Butterfly: - 1970: Groupie Girl (7″) Mit Hawkwind: - 1972: Silver Machine (7″) - 1972: Doremi Fasol Latido - 1973: Lord of Light (7″) - 1973: Urban Guerilla (7″) - 1973: Space Ritual - 1974: Hall of the Mountain Grill - 1974: Psychedelic Warlords (7″) - 1975: Kings of Speed (7″) - 1975: Warrior on the Edge of Time - 1977: Masters of the Universe (Compilation) - 1985: Space Ritual Vol. 2 (Compilation live) - 1985: In the Beginning (live) - 1986: Approved History of Hawkwind 1967–1982 - 1999: Epoch Eclipse: 30 Year Anthology (Compilation Box) Mit Motörhead: - siehe Motörhead/Diskografie | Mit The Head Cat: - 2000: Lemmy, Slim Jim & Danny B. - 2006: Fool’s Paradise - 2007: Rockin’ the Cat Club: Live from the Sunset Strip - 2011: Walk the Walk … Talk the Talk Querschnitt: - 2006: LEMMY Damage Case (zwei CDs mit 31 Songs von Rockin’ Vicars bis Motörhead) Solo-Veröffentlichungen oder Projekte: - 1981: Headgirl (Motörhead & Girlschool) – The St. Valentine’s Day Massacre - 1982: Lemmy & Wendy O. Williams – Stand By Your Man - 1990: Lemmy & The Upsetters – Blue Suede Shoes - 2000: Lemmy – Slim Jim & Danny B – Lemmy – Slim Jim & Danny B Exklusive Samplerbeiträge: - 1986: On the Road (Live) auf Hear ’n Aid (An All-Star Album for Famine Relief) - 1990: Blue Suede Shoes auf The Last Temptation of Elvis - 1996: Straight Edge as Fuck, Vol. 1–2 - 1997: Tie Your Mother Down auf Dragon Attack: A Tribute to Queen - 1998: It’s a Long Way to the Top auf Thunderbolt: A Tribute to AC/DC - 1999: A Piece of Pipe auf Hardware (Soundtrack) - 2000: Desire auf Bat Head Soup – Tribute to Ozzy Osbourne - 2001: Nothing Else Matters auf Metallic Assault – A Tribute to Metallica - 2001: Shoot ’Em Down auf Twisted Forever – A Tribute to the Legendary Twisted Sister (2003 wiederveröffentlicht auf Ash Wednesday) - 2002: Guitar Greats - 2002: Metal Brigade - 2002: Thirsty & Miserable auf Rise Above: 24 Black Flag Songs to Benefit the West Memphis Three - 2004: Whiplash auf Metallic Attack: Metallica – The Ultimate Tribute - 2006: Back in the USSR auf Butchering the Beatles – A Headbashing Tribute - 2008: Run Rudolph Run auf We Wish You a Metal Xmas and a Headbanging New Year |

### Gastauftritte
- 1974: Robert Calvert – Captain Lockheed and the Starfighters

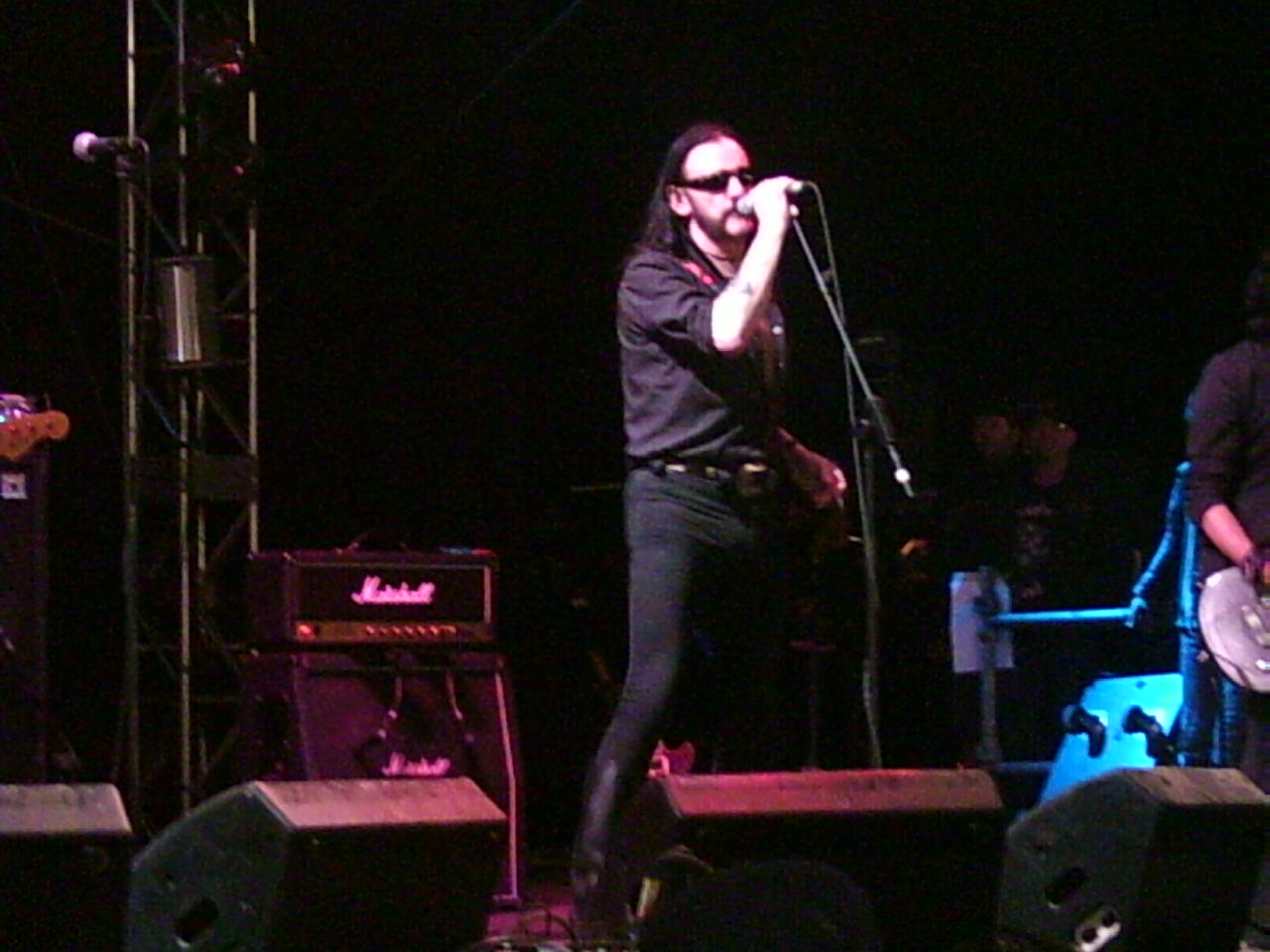
Lemmy 2005 bei einem Auftritt mit den DKT/MC5

- 1979: The Damned – I Just Can’t Be Happy Today
- 1979: The Damned – Machine Gun Etiquette
- 1980: The Young & Moody Band – Don’t Do That
- 1984: Robert Calvert – Freq
- 1986: Doctor & the Medics – "Waterloo" (Rolle im Musikvideo)
- 1988: Albert Jarvinen Band – Countdown
- 1989: Nina Hagen – Nina Hagen
- 1993: The Damned – Tales from the Damned
- 1994: Fast Eddie Clarke – It Ain’t Over Till It’s Over
- 1994: Shonen Knife – Tomato Head (Promo-Single)
- 1994: Shonen Knife – Rock Animals
- 1996: Skew Siskin – Electric Chair Music
- 1996: Ugly Kid Joe – Motel California
- 1996: Myth Dreams of World – Stories of the Greek & Roman Gods & Goddesses
- 1996: Skew Siskin – Voices from the War
- 1997: Ramones – We’re Outta Here!
- 1999: Jetboy – Lost & Found
- 1999: Skew Siskin – What the Hell
- 1999: A.N.I.M.A.L. – Usa Toda Tu Fuerza
- 2000: Swing Cats – A Special Tribute to Elvis
- 2000: Doro – Calling the Wild
- 2001: The Pirates – Rock Bottom
- 2001: Hair of the Dog – Ignite
- 2002: Royal Philharmonic Orchestra „Mike Batt and Guests“ – Philharmania
- 2003: Ace Sounds – Still Hungry
- 2003: Skew Siskin – Album of the Year
- 2004: Probot – Probot (Shake Your Blood)
- 2005: Böhse Onkelz – Vaya con Tioz
- 2005: Throw Rag - Tonight the Bottle Let Me Down - 13 Ft. and Rising
- 2006: Metallica – Damage Case (beim Novarock-Festival in Nickelsdorf, AUT)
- 2006: Probot – Shake Your Blood (im Hyde Park in London, UK)
- 2006: Doro - Love Me Forever, All We Are - 20 Years: A Warrior's Soul
- 2007: Saxon - I've Got to Rock (To Stay Alive), Atilla the Hun - The Inner Sanctum
- 2007: Meldrum - Miss Me When I'm Gone - Blowin' Up The Machine
- 2007: The Warriors - Price of Punishment - Genuine Sense of Outrage
- 2007: Keli Raven Bad Boyz 4 Life
- 2008: Saxon – I’ve Got to Rock (To Stay Alive) – (Video)
- 2008: Airbourne – Runnin’ Wild
- 2008: Girlschool - Don't Talk to Me - Legacy
- 2009: Queen V - Wasted - Death or Glory
- 2009: Metallica - Damage Case, Too Late Too Late - (beim Sommet Center in Nashville, TN)
- 2010: Slash – Doctor Alibi -  Slash and Friends
- 2010: Danko Jones – Full of Regret (Rolle im Musikvideo)
- 2011: Michael Monroe - Debauchery As A Fine Art - Sensory Overdrive
- 2011: Foo Fighters – White Limo (Rolle im Musikvideo)
- 2012: Doro - It Still Hurts - Raise Your Fist
- 2012: Nashville Pussy – Lazy Jesus - From Hell to Texas
- 2014: Emigrate – Rock City - Silent So Long

## Filmografie
| - 1982: Live in Toronto – Castle Hendering - 1984: Another Perfect Day EP - 1985: Birthday Party - 1986: Deaf Not Blind - 1987: Eat the Rich - 1988: EP - 1991: Everything Louder than Everything Else - 1991: Live in Alabama - 2001: 25 & Alive Boneshaker - 2002: Motörhead EP - 2002: The Best of Motörhead - 2003: The Special Edition EP - 2004: Everything Louder Than Everything Else - 2005: Stage Fright - 2007: Deadwood: Season 3 - 2009: Psych: Season 3 - 2010: Lemmy (DE: Gold) - 2011: Lemmy: 49 % Motherf**ker, 51 % Son of a Bitch (US: Gold) | - 1987: Eat the Rich - 1990: M.A.R.K. 13 – Hardware (Hardware) - 1994: Airheads - 1994: John Wayne Bobbit Uncut (Video) - 1996: Tromeo & Julia (Tromeo and Juliet) - 1999: Frezno Smooth - 1999: Terror Firmer - 2000: The Toxic Avenger Part IV (Citizen Toxie) - 2001: Down and Out with the Dolls - 2005: The Curse of El Charro - 2005: Charlies Death Wish (Video) - 2005: Metal: A Headbanger's Journey - 2010: Full of Regret (Kurzfilm) - 2011: White Limo (Musikvideo der Foo Fighters) - 2012: The Ballad of Danko Jones (Kurzfilm) - 2013: Return to Nuke ’Em High Volume 1 - 2015: Gutterdämmerung - 2016: Midnight Show - 2017: Return to Return to Nuke 'Em High Aka Vol. 2 - 2018: Sunset Society (Regie: Phoebe Dollar) - 2004: Motörhead - Ace of Spades, Interviews mit Kilmister u. a., OmU, Juni 2021 auf arte, 50 min. - 2011: Metal Evolution: Zeitzeuge und Interviewpartner in drei von elf Episoden - 2006: Scarface: The World Is Yours (Videospiel) - 2009: Guitar Hero: Metallica (Videospiel) - 2009: Brütal Legend (Videospiel) |